# James Joyce
James Augustine Aloysius Joyce (Terenure, Irlanda, 2 de fevereiro de 1882 – Zurique, Suíça, 13 de janeiro de 1941) foi um romancista, contista e poeta da Irlanda que viveu boa parte de sua vida expatriado. É amplamente considerado um dos maiores escritores do século XX. Suas obras mais conhecidas são o volume de contos Dublinenses/Gente de Dublin (1914) e os romances Retrato do Artista Quando Jovem (1916), Ulisses (1922) e Finnegans Wake (1939) — o que se poderia considerar um "cânone joyceano". Também participou dos primórdios do modernismo poético em língua inglesa, sendo considerado por Ezra Pound um dos mais eminentes poetas do imagismo.
Embora Joyce tenha vivido fora de sua ilha irlandesa natal pela maior parte da vida adulta, sua identidade irlandesa foi essencial para sua obra e forneceu-lhe toda a ambientação e muito da temática de sua obra. Seu universo ficcional enraizou-se fortemente em Dublin e refletiu sua vida familiar e eventos, amizades e inimizades dos tempos de escola e faculdade. Desta forma, ele é ao mesmo tempo um dos mais cosmopolitas e um dos mais particularistas autores modernistas de língua inglesa. Após a publicação de Ulisses, ele elucidou essa preocupação, dizendo: "Ao meu ver, sempre escrevo sobre Dublin, porque se eu puder chegar ao coração de Dublin, posso chegar ao coração de todas as cidades do mundo. No particular está contido o universal".
Seu estilo caracteriza-se por um domínio deslumbrante da linguagem e pela utilização de formas literárias inovadoras, associadas à criação de personagens que, como Leopold Bloom e Molly Bloom, constituem indivíduos de uma profunda humanidade.

## Vida

### Dublin

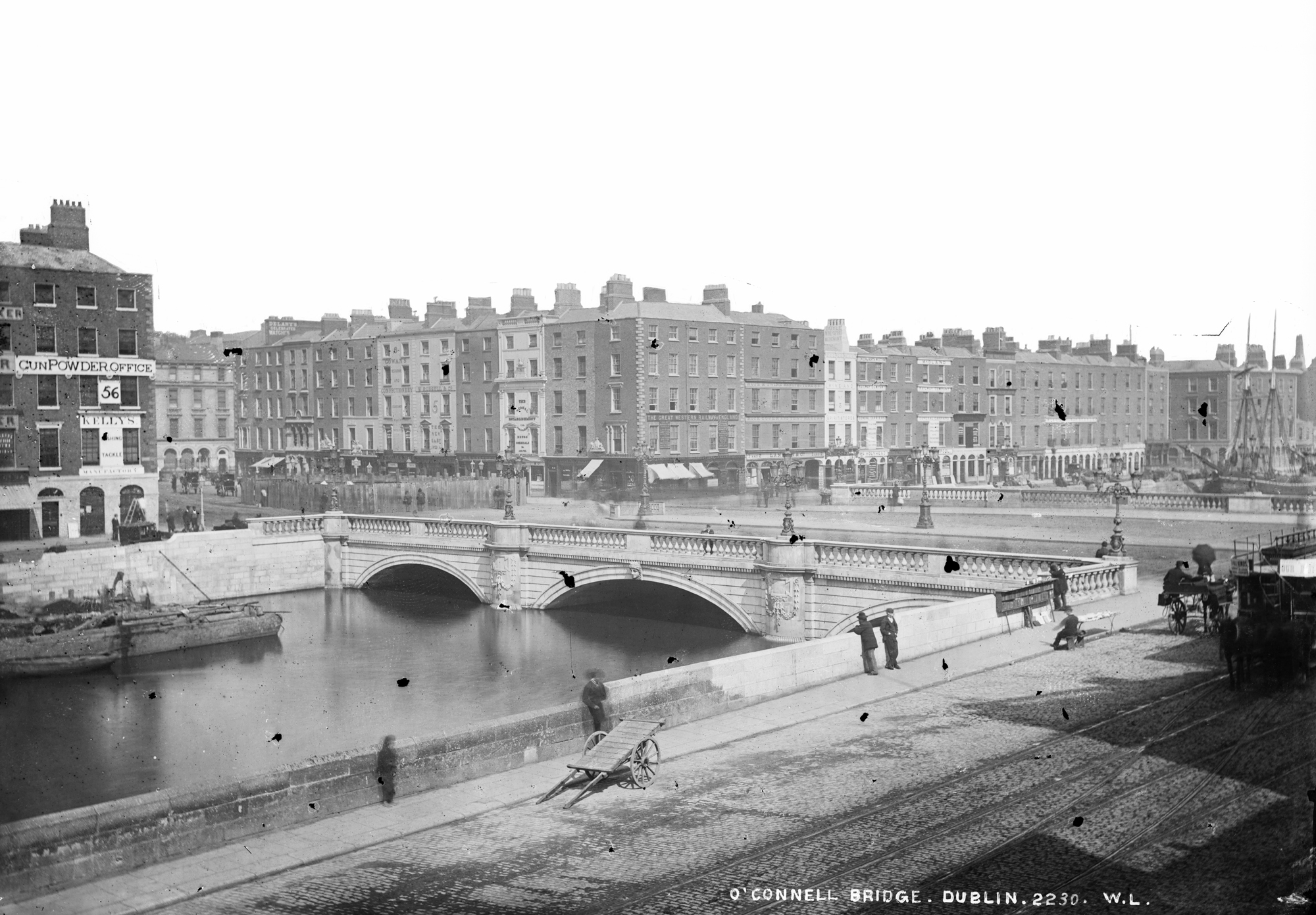
Dublin à época do nascimento de James Joyce na década de 1880

James Augustine Aloysius Joyce nasceu em 2 de fevereiro de 1882, apenas uma semana depois de sua contemporânea Virginia Woolf, o mais velho dos dez filhos de John Stanislaus Joyce (1849–1931), na casa de seus avós paternos no número 44 da Brighton Square, situada na hoje extinta comensalidade de Terenure, então uma localidade predominantemente rural das proximidades da Dublin e desde 1958 incorporada ao subúrbio da capital irlandesa, à época de seu nascimento membro da diocese de Dublin e território do governo britânico no Domínio da Ilha da Irlanda, membro integrante do Reino Unido da Grã-Bretanha e Irlanda, hoje República da Irlanda. Com apenas alguns meses de vida, perto do natal de 1882, se mudou com a família de Terenure para uma fazenda perto de Rathgar, uma municipalidade existente a partir de 1862 e desde a década de 1930 incorporada ao Condado de Dublin, onde viveu por boa parte de sua infância. De típica família católica de Munster da qual seus pais eram originados, Joyce foi batizado de acordo com os ritos de Roma na Igreja de Saint Joseph (em português, São José), uma tradicional igreja católica de Harold's Cross, Terenure, em 5 de fevereiro daquele ano, pelo padre John O'Mulloy. Seus padrinhos foram Philip e Ellen McCann, um casal recém-casado de vizinhos de seus pais. James teve nove irmãos caçulas sobreviventes a infância, John Stanislaus (1884–1955), Charles "Charlie" Patrick (1886–1947), George Alfred (1888–1902), que faleceu aos quatorze anos vítima de febre tifoide, Eillen (1889–1963), Eva May (1891–1961), Florence (1892–1977), e Mabel Josephine (1893–1902) que, aos nove anos, também morreu de febre tifoide.
A família de seu pai, originalmente de Fermoy, Condado de Cork, ao sul da ilha irlandesa, fora proprietária de pequenos negócios na área de sal e limão. Tanto o pai como o avô paterno de Joyce, este também chamado James Augustine (1811–1866), casaram no seio de famílias ricas, embora o suposto ancestral da família Joyce, Seán Mor Seoighe (que teria vivido na primeira metade do século XVII) tivesse sido um pedreiro de Connemara. ou sequer existido de fato.
No outono de 1887, quando James tinha cinco anos, seu pai foi nomeado coletor de impostos na municipalidade de Bray pela Dublin Corporation e ele e sua família mudaram-se de Rathgar para o povoado homônimo, uma localidade litorânea e apenas parcialmente urbanizada distando cerca de vinte quilômetros ao sul de Dublin, entidade distrital do Condado de Wicklow. Com a promoção de seu pai, o rendimento dos Joyce aumentou continuadamente, garantindo uma melhor qualidade de vida à James e seus irmãos caçulas. Por volta dessa época o autor foi atacado por um cão de rua perto de uma praia em Bray, o que gerou nele uma cinofobia (fobia de cães) que resistiu até o final de sua vida. Também sofria de brontofobia (fobia de raios), pois uma tia materna supersticiosa, de nome Elizabeth (esposa de seu tio John Murray), tinha descrito trovoadas a ele em sua primeira infância como um inquestionável "sinal da ira de Deus".
O autor começou sua educação formal aos seis anos, quando começou a frequentar o Clongowes Wood College, para o qual foi aceito no final da primavera de 1888, um internato católico jesuíta particular de alto padrão no povoado de Clane, no condado vizinho a Wicklow, Kildare.

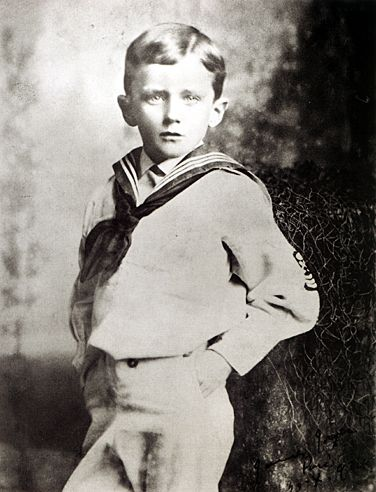
James Joyce aos seis anos, na época de sua admissão no Clongowes Wood College em Clane, Condado de Kildare

Em 1891, James escreveu seu primeiro poema que se tem registro, Et Tu Healy, sobre a morte do líder nacionalista irlandês Charles Stewart Parnell (1846–1891). Seu pai o fez imprimir o poema e até mandou uma cópia para a integrar a santa biblioteca do Vaticano, dedicada ao Papa Leão XIII e a São Patrício, padroeiro da Irlanda.
No princípio do verão do mesmo ano, seu pai teve seus rendimentos na Dublin Corporation cortados pela metade, e em novembro de 1891, devido a dívidas crescentes não honradas, John Stanislaus Joyce abriu falência junto da Câmera Real de Finanças da Irlanda. Em junho de 1892, James completou seu quarto ano na Clongowes Wood College, mas não pude renovar sua matrícula para o ano letivo de 1892–93 pois seu pai não podia mais arcar com tal despesa (de 20 libras esterlinas anuais) e teve de sair do internato. Em março de 1893, John Stanislaus foi demitido de seu emprego na Dublin Corporation, e no mesmo período, requereu uma pensão mensal custeada pela Prefeitura de Dublin, que, a partir do outono daquele ano, se tornou a única fonte de renda da família Joyce, muito aquém do nível alcançado apenas alguns anos antes, quando John foi admitido na Dublin Corporation. Eles tiveram de deixar a casa em Bray (se estabelecendo em uma residência bem mais simples em Milltown, Dublin) e assim começou uma descida rumo à pobreza para a família de James, principalmente devido ao consumo de álcool cada vez mais desregrado de seu pai e sua inaptidão financeira em geral. John Joyce foi o modelo para o caráter de Simon Dedalus no Retrato do Artista Quando Jovem e Ulisses, assim como do tio do narrador em diversos contos de Dublinenses.
Após deixar Clongowes, Joyce começou a estudar com sua mãe em casa e por um breve tempo, entre o período letivo de 1894–95, frequentou a Christian Brothers Prime School, uma escola primária franciscana beneficente na Richmond North Street, em uma pobre área a oeste de Dublin, nas cercarias de Milltown, antes que seu pai conseguisse uma vaga (e uma bolsa integral) para ele estudar em outra instituição educacional religiosa, o Belvedere College, um colégio jesuíta bem mais conceituado a partir de setembro de 1895. A oferta foi feita, ao menos em parte, na esperança de que se demonstrasse que ele tinha uma vocação e se juntaria à Companhia de Jesus. Joyce, porém, rejeitou o catolicismo aos dezesseis; apesar disso, a filosofia de Tomás de Aquino permaneceria uma de suas fortes influências por toda a sua vida.
Ele se matriculou no University College Dublin em 1898. Estudou línguas modernas, especificamente inglês, francês e italiano. Também envolveu-se com os círculos teatrais e literários da cidade. Sua resenha do Novo Drama de Henrik Ibsen foi publicada em 1900 pela Forthnightly Review e resultou numa carta de agradecimento pelo próprio dramaturgo norueguês. Joyce escreveu alguns outros artigos e pelo menos duas peças (uma delas intitulada A Brilliant Career, "Uma Carreira Brilhante"; ambas desde então se perderam) durante este período. Muitas das suas amizades do University College aparecem como personagens nos livros de Joyce.

### 1902–4: Anos decisivos
Joyce foi a Paris pela primeira vez em 1902 para estudar medicina (à época, havia também um efervescente movimento artístico em Montparnasse e Montmartre). Em 1903, retorna à Irlanda, pois sua mãe morria de câncer. Busca manter-se como jornalista e professor particular. Em janeiro do ano seguinte, escreve Um Retrato do Artista, um ensaio-narrativa sobre estética, em um dia, mas a obra é recusada pela revista livre-pensante Dana. Em seu vigésimo-segundo aniversário, decide revisar a história e transformá-la num romance que ele planejava chamar Stephen Hero (Stephen Herói). No mesmo ano, publica seu primeiro trabalho na idade adulta: a sátira desaforada O Santo Ofício, na qual proclamava-se superior a muitos membros proeminentes da Renascença Céltica e afirma sua herança linguística inglesa.
Ainda em 1904 ele conheceu Nora Barnacle, uma jovem do Condado de Galway, que trabalhava como camareira e viria a ser sua companheira por toda a vida. Joyce escolheu o dia 16 de junho para ser imortalizado em sua obra Ulisses porque foi nesse dia em que fez sexo pela primeira vez com Nora, à época uma jovem virgem de vinte anos, apesar de a imprensa irlandesa publicar que nesse dia eles "caminharam juntos" pela primeira vez. Na verdade, Nora teve medo de completar o coito e o masturbou "com os olhos de uma santa", como Joyce relatou em uma carta em que relembrou o acontecido.
Joyce ainda permanece em Dublin por um tempo, bebendo pouco em determinado tempo. Vai morar com o estudante de medicina Oliver St. John Gogarty, que serviu de base para a personagem Buck Mulligan em Ulisses. Depois de dormir por seis noites na Torre Martello, de Gogarty, ele sai após ambos discutirem, embebeda-se em um bordel e envolve-se numa briga, da qual é resgatado por Alfred Hunter, um conhecido de seu pai; Hunter, um judeu irlandês, fornece o modelo para Leopold Bloom, o herói de Ulisses.

## Trieste
Pouco depois, ele foge com Nora. O casal parte em exílio autoimposto, indo primeiro para Pula (hoje na Croácia) e depois Trieste (Itália), ambas então no Império Austro-Húngaro, para ensinar inglês na escola Berlitz. Um de seus alunos triestinos foi Ettore Schmitz; eles se conheceram em 1907, e por longo tempo foram amigos e críticos mútuos. Joyce passou a maior parte das décadas seguintes no continente. Aí nasceriam seus filhos Giorgio (1905) e Lucia (1907; seu nome pronuncia-se à italiana, como Lutchía).
Joyce publica, em 1907, Música de Câmara (Chamber Music) (batizada, segundo ele afirmou, a partir do som de urina num penico, chamber pot) uma antologia de 36 poemas líricos curtos. A obra, inspirada na poesia do período elisabetano (i.e. autores como William Shakespeare), levou à sua inclusão na Antologia Imagista, editada por Ezra Pound, que seria um defensor de Joyce por mais de uma década.
Em visitas a Dublin, abre o primeiro cinema da cidade, o Volta, em 1909, mas fracassa; depois, em 1912, desentende-se com um editor sobre sua nova obra, e publica contra ele, no mesmo ano, Gás de um Bico (Gás from a Burner).
A obra que Joyce queria fazer sair em sua cidade natal era Dublinenses, uma série de quinze contos sobre a cidade e a vida de seus habitantes. Os contos são uma análise penetrante da estagnação e paralisia da sociedade de Dublin. Incorporam epifanias, uma palavra usada particularmente por Joyce, que para ele significava uma súbita consciência da "alma" de algo.
Apesar de seu interesse por teatro desde a juventude, Joyce publicou apenas uma peça, Exilados, iniciada em Trieste logo após a erupção da Primeira Guerra Mundial e publicada em 1918. Um estudo da relação marido-mulher, a peça conecta-se com a obra anterior "Os Mortos" (o último conto dos Dublinenses) e com a posterior Ulisses.
Esta também foi iniciada na cidade italiana em 1914, e ainda levaria muitos anos para ser completada e publicada. Porém, começada a guerra, a permanência dos Joyce em território austro-húngaro se torna impossível, já que eram cidadãos britânicos e, portanto, inimigos. Assim, em 1915, Joyce e Nora se mudam para a neutra Suíça; após breves estadas em outras cidades, se estabelecem em Zurique.

## Zurique
Eventos importantes da primeira estadia suíça de Joyce são a publicação de Exilados, a continuidade da composição de Ulisses, a primeira crise de iridite, que iria piorando sua visão ao longo das décadas, e a publicação de seu primeiro romance, Retrato do Artista Quando Jovem.
O Retrato é uma recriação completa do romance abandonado "Stephen Herói". Autobiográfico em larga medida, o romance mostra a obtenção de maturidade e autoconsciência de um jovem inteligente. O protagonista é Stephen Dedalus, a representação joyciana de si mesmo. Neste romance, é possível vislumbrar técnicas posteriores do escritor, no uso do monólogo interior e na maior preocupação com o psíquico em relação à realidade externa. Além disso, a linguagem se desenvolve ao longo do livro, conforme o personagem cresce, amadurece e torna-se capaz de narrar seu mundo de uma maneira mais sofisticada.

## Paris
Fim da a guerra, Joyce retorna a Paris em 1920 onde, exceto por duas visitas à Irlanda, permaneceu pelos vinte anos seguintes. É morando na Cidade-Luz que Joyce sofre diversas operações nos olhos a partir de 1924, conclui suas duas maiores obras, obtendo amplo reconhecimento pelo Ulisses e reações diversas pelo Finnegans Wake, e torna-se uma referência para os modernistas de língua inglesa, especialmente jovens irlandeses como Samuel Beckett. É também durante este período, em 1931, que James e Nora se casam, em Londres.

### Poesia
Seus primeiros poemas (Música de Câmara, 1907), líricos, de influência simbolista e feitos para serem letras de música, continham, no entanto uma visualidade e objetividade que os aproximavam do, posterior, imagismo de Ezra Pound, além do uso de arcaísmos combinados a alguns neologismos. Joyce publicará, em 1927, seu segundo livro de poesia, Pomas, um Tostão Cada, próximo da radicalidade das suas mais ousadas obras em prosa. Escreve também Ecce Puer, um poema escrito em 1932, sobre dois eventos próximos, a morte de seu pai e o nascimento de seu neto. Publica-os, juntamente com a demais obra poética, em Collected Poems (Poesia reunida), em 1936. Apesar de ser autor de um trabalho muito elogiado por poetas como o próprio Pound, que o considerava um brilhante inovador do ritmo, Joyce se considerava um poeta frustrado.

### Ulisses

#### História inicial da publicação

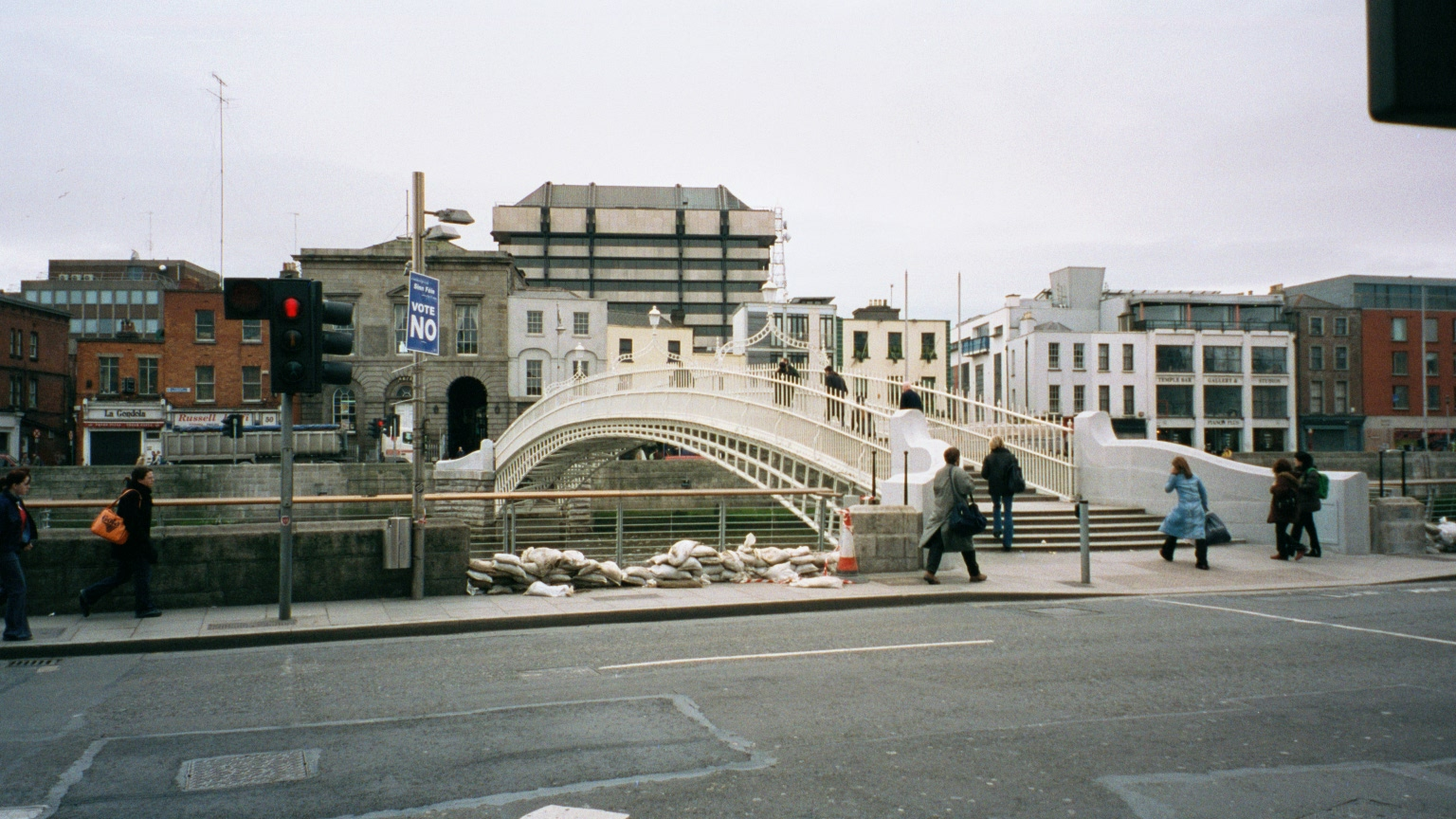
A Ponte Half Penny, em Dublin.

Em 1906, enquanto terminava Dublinenses, Joyce considerou adicionar outro conto, sobre um negociante de anúncios judeu chamado Leopold Bloom sob o título Ulisses. A história não foi escrita, mas a ideia permaneceu e, em 1914, Joyce começou a trabalhar num romance usando tanto este título quanto a premissa básica, tendo-o completado em outubro de 1921.
Graças a Ezra Pound, trechos do romance começaram a ser publicados na revista The Little Review em 1918. Esta revista era editada por Margaret Anderson e Jane Heap, com o apoio de John Quinn, um advogado de Nova York interessado em arte e literatura experimentais contemporâneas. Infelizmente, houve problemas desta publicação com a censura norte-americana, e em 1920 os editores foram condenados por publicar obscenidades, o que interrompeu a publicação serial do romance. O livro permaneceu proibido nos EUA até 1933.
Joyce encontrou dificuldades para encontrar quem publicasse seu livro, pelo menos em parte devido a esta contrariedade. Mas a Shakespeare and Company, uma famosa livraria da Margem Esquerda parisiense, de propriedade de Sylvia Beach, publicou-o em 1922. Uma edição inglesa publicada no mesmo ano pela mecenas de Joyce Harriet Shaw Weaver encontrou novas dificuldades com autoridades estadunidenses, e 500 cópias enviadas aos EUA foram confiscadas e possivelmente destruídas. No ano seguinte, John Rodker imprimiu uma tiragem de mais 500, destinadas a substituir as cópias faltantes, mas estes livros foram queimados pela alfândega inglesa em Folkestone. Uma outra consequência do status legal ambíguo de Ulisses como um livro proscrito foi a aparição de várias versões "bootleg", mais notavelmente versões piratas do editor Samuel Roth. Em 1928, conseguiu-se um mandado judicial contra Roth e ele parou a publicação.

#### Ulissese a ascensão do modernismo literário
1922 foi um ano fundamental na história do modernismo na literatura de língua inglesa, com a publicação tanto de Ulisses quanto do poema The Waste Land, de T. S. Eliot. Em seu romance, Joyce utiliza-se do fluxo de consciência, da paródia, de piadas e virtualmente todas as demais técnicas literárias para apresentar seus personagens. A ação do livro, que se desenrola em um único dia, 16 de junho de 1904, situa os personagens e incidentes da Odisseia de Homero na Dublin moderna e representa Odisseu (Ulisses), Penélope e Telêmaco em Leopold Bloom, sua esposa Molly Bloom e Stephen Dedalus, cujos caracteres contrastam com seus altivos modelos, parodiando-os. O livro explora diversas áreas da vida dublinense, estendendo-se sobre sua degradação e monotonia. Ainda assim, o livro também é um estudo afeiçoadamente detalhado sobre a cidade, e Joyce afirmava que se Dublin fosse destruída por alguma catástrofe, poderia ser reconstruída tijolo por tijolo, usando como modelo sua obra. Para atingir este nível de precisão, Joyce usou uma edição de 1904 do Thom's Directory — uma obra que listava os proprietários e/ou possuidores de cada imóvel residencial ou comercial da cidade. Ele também soterrava amigos que ainda viviam na cidade com pedidos de informação e esclarecimentos.
O livro consiste em dezoito capítulos, cada um cobrindo aproximadamente uma hora do dia, começando por volta das 8 da manhã e terminando em algum ponto após 2 da madrugada seguinte. Cada um dos dezoito capítulos emprega seu próprio estilo literário. Cada um deles também se refere a um episódio específico da Odisseia de Homero e tem associado a si uma cor, arte ou ciência e órgão do corpo humano. Esta combinação de escrita caleidoscópica com uma estrutura extremamente formal e esquemática é uma das maiores contribuições do livro para o desenvolvimento da literatura modernista do século XX. Outras são uso da mitologia clássica como a armação para a construção do livro e o foco quase obsessivo nos detalhes exteriores num livro em que muito da ação relevante ocorre dentro das mentes dos personagens. Ainda assim, Joyce queixou-se: "talvez eu tenha supersistematizado Ulisses", e minimizado as correspondências míticas pela eliminação dos títulos dos capítulos, emprestados a Homero.

### Finnegans Wake

#### Escrevendo oFinnegans Wake
Ao que parece, tendo terminado Ulisses, Joyce sofreu um período de bloqueio criativo. Em 10 de março de 1923 ele começou a trabalhar num texto que seria conhecido, inicialmente, como Work in Progress ("Obra em andamento") e depois Finnegans Wake (Finnicius Revém, na tradução brasileira de Donaldo Schüler). Em 1926 as duas primeiras partes do livro estavam completas. Naquele ano, ele conheceu Eugène e Maria Jolas que propuseram ir publicando o trabalho em sua hoje legendária revista Transition. Sem este apoio, é possível que o livro nunca fosse terminado ou publicado.
Por alguns anos depois disso, Joyce progrediu com rapidez, mas na década de 1930, desacelerou consideravelmente. Isso deveu-se a uma série de fatores, incluindo a morte de seu pai em 1931, preocupação com a saúde mental de sua filha Lucia Joyce e seus próprios problemas de saúde, incluindo a visão que ia diminuindo. Boa parte do trabalho era feito então com a ajuda de jovens admiradores, entre eles Samuel Beckett. Por alguns anos, Joyce alimentou o excêntrico plano de entregar o trabalho para ser completo por seu amigo James Stephens, baseado no fato de que Stephens nascera no mesmo hospital que Joyce, exatamente uma semana depois, e tinha o nome tanto do autor quanto de seu alter ego ficcional (este é um exemplo das numerosas superstições de Joyce).
As seções originais a aparecer em transition receberam reações diversas, incluindo comentários negativos de antigos apreciadores da obra de Joyce, como Pound e Stanislaus Joyce, irmão do autor. Como reação a esta recepção hostil, apoiantes do novo livro, entre os quais Beckett e William Carlos Williams, organizaram um livro de ensaios. Ele foi publicado em 1929 sob o título Our Exagmination Round His Factification For Incamination Of Work In Progress. Na festa de seus 57 anos na casa dos Jolas, Joyce revelou o título final da obra e em 4 de maio o Finnegans Wake é publicado como livro.

#### Estilo e estrutura doFinnegans Wake
O método joyceano dos fluxos de consciência, alusões literárias e livres associações oníricas foi levado até o limite em Finnegans Wake, que abandonou todas as convenções de construção de enredo e personagem e é escrito numa linguagem peculiar e árdua, baseada principalmente em complexos trocadilhos de múltiplos níveis. Esta abordagem é similar à usada por Lewis Carroll em "Jabberwocky", mas muito mais extensa. Se Ulisses é um dia na vida de uma cidade, o Wake é uma noite e compartilha da lógica dos sonhos. Isto fez com que "Livro Azul inutilmente ilegível, numa tradução simples", a frequentemente citada descrição de Ulisses no Wake, fosse aplicada por muitos leitores e críticos ao próprio Wake. Entretanto, foi-se chegando a um consenso sobre o elenco central de personagens e enredo geral.
Além do uso frequente de neologismos e arcaísmos, muito do jogo de palavras do livro enraíza-se no uso de trocadilhos multilíngues que conectam uma gama de idiomas. O papel de Beckett e outros assistentes incluiu reunir palavras destes idiomas em cartões para Joyce usar e, à medida que a visão do autor piorava, escrever o texto enquanto ele ditava.
A visão de história proposta neste texto sofre influência muito forte de Giambattista Vico, e a metafísica de Giordano Bruno de Nola é importante para as inter-relações dos "personagens". Vico propunha uma visão cíclica da história, na qual a civilização se erguia do caos, passava por fases teocráticas, aristocráticas e democráticas e retornava novamente ao caos. O exemplo mais óbvio da influência da filosofia cíclica da história de Vico encontra-se nas sentenças de abertura e fechamento do livro. Finnegans Wake começa com as palavras (na tradução brasileira de Donaldo Schüler): aqui, pretendo citar um trecho da tradução. Já foi feito o contato com a editora para solicitar a permissão por escrito. Em outras palavras, a primeira sentença começa na última página e a última sentença na primeira, tornando o livro um grande ciclo. Inclusive, Joyce disse que o leitor ideal do Finnicius sofreria de uma "insônia ideal" e, ao completar o livro, retornaria à página um e começaria novamente, e assim por diante num ciclo infinito de releituras. Inclusive, a tradução proposta para o título remete a fim + início, com o us no final podendo aludir a línguas como o latim e o francês, referidas também no original (fin-again, fim-de-novo).

## Legado

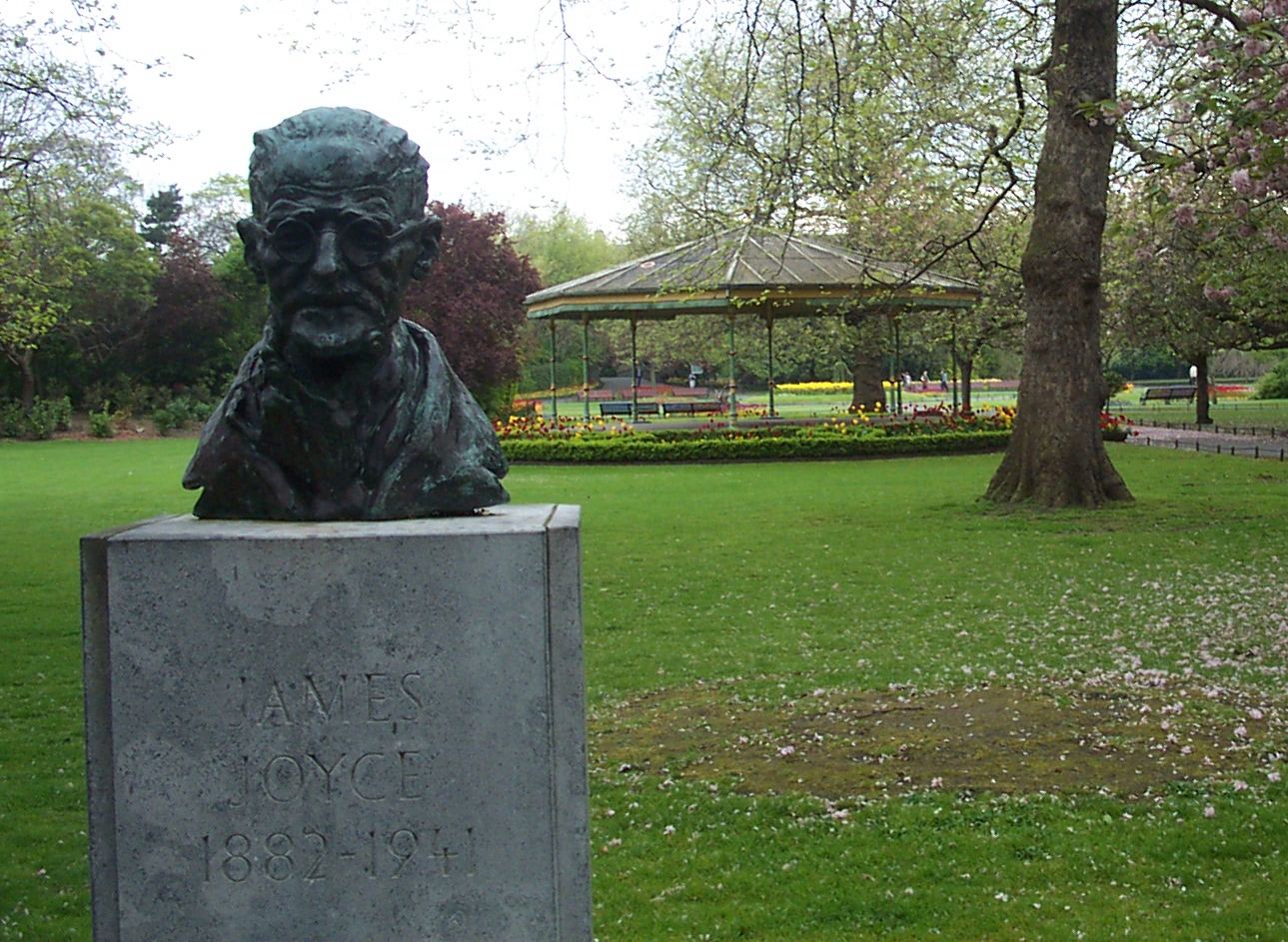
Busto de James Joyce no St Stephen's Green (Parque de Santo Estêvão), em Dublin, Irlanda.

Com a erupção da Segunda Guerra Mundial, Joyce teve de deixar Paris e por fim voltou a Zurique, quase cego, em 1940. No começo do ano seguinte, morre de úlcera duodenal perfurada e peritonite generalizada, durante uma operação para salvar sua vida. Está enterrado no Cemitério Fluntern, naquela cidade, junto com Nora.
A obra de Joyce foi submetida a pesquisas intensas por estudiosos de todos os tipos, e ele é um dos autores mais notáveis do século XX. Também foi influência importante para autores tão diversos quanto Beckett, Jorge Luis Borges, Flann O'Brien, Máirtín Ó Cadhain, Salman Rushdie, Thomas Pynchon, William Burroughs e muitos outros. Haroldo de Campos considera sua obra, em prosa e em verso, de importância central para a poesia posterior a ela.
A influência de Joyce também se faz sentir em campos alheios à literatura. A frase "Three Quarks for Muster Mark", no Finnegans Wake, é a fonte para a palavra quark, na Física, que designa um dos muitos tipos de partícula elementar. O nome foi proposto pelo físico Murray Gell-Mann. O filósofo francês Jacques Derrida publicou um livro sobre o uso da linguagem em Ulisses, e o filósofo americano Donald Davidson fez o mesmo com o Finnegans Wake, comparando-o com Lewis Carroll.
Celebra-se anualmente a vida de Joyce no dia 16 de junho, o Bloomsday, em Dublin e num número cada vez maior de cidades ao redor do mundo. Joyce na memória coletiva de Dublin é o de um campeão da cidade, com as palavras "quando eu morrer, Dublin estará escrita em meu coração" vendidas de tudo quanto é jeito (ímã de geladeira, impressão de risógrafo ou caneca de café) que o visitante escolhe para trazê-los para casa.
Em 2004, a capital irlandesa realizou o festival Bloomsday 100, que durou cinco meses (de abril a agosto) e se propunha a reaproximar a cidade e a obra de seu estimado filho. Um dos maiores eventos foi um café da manhã para milhares de pessoas na O'Connell Street, a principal da cidade.
A Sweny's, farmácia de manipulação mencionada no livro Ulisses, tornou-se um ponto de encontro dos fãs de James Joyce, e lá são realizadas leituras diárias dos livros do autor.

## Obras publicadas
- Música de Câmara (1907)
- Brasil: Dublinenses / Portugal: Gente de Dublin (1914)

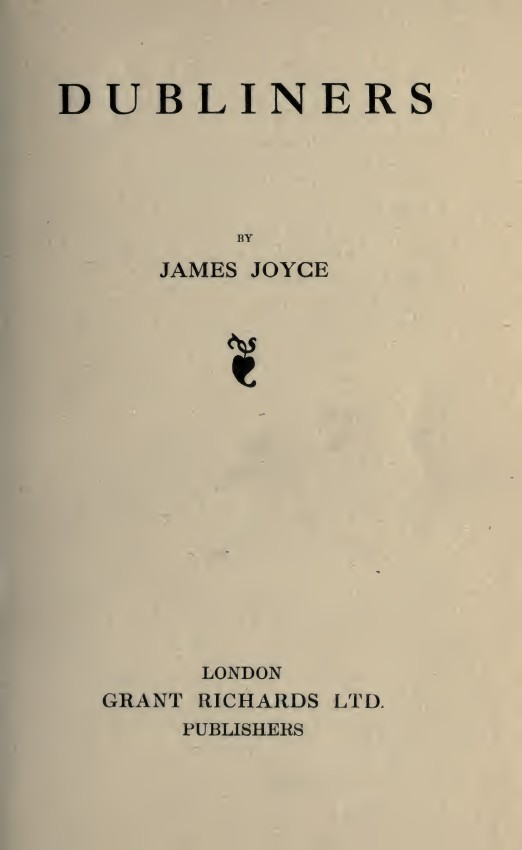
Dubliners, 1914

- Retrato do Artista Quando Jovem (1916)
- Exilados (1918)
- Ulisses (1922)
- Pomas, um Tostão Cada (1927)
- Finnegans Wake (1939)

## Obras publicadas postumamente
- Stephen Herói (1944)
- Giacomo Joyce (1968)
- Finn's Hotel (2013)